# 第二亞歷山德里夫卡 (克雷門丘克區)
49°10′11″N 34°4′30″E / 49.16972°N 34.07500°E
第二亚历山德里夫卡（烏克蘭語：Олександрівка Друга），是烏克蘭中部波爾塔瓦州克雷门丘克区的村落。距離切丘日涅0.5公里，海拔高度86米，2001年人口75。